# Joseph Cook

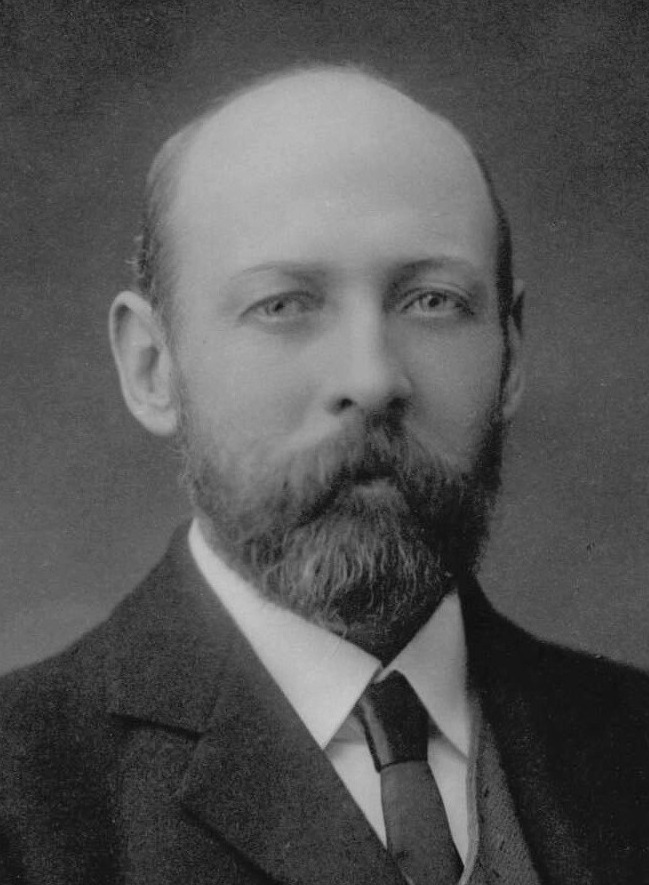
Joseph Cook

Sir Joseph Cook, GCMG PC (* 7. Dezember 1860 in Silverdale, Staffordshire, England; † 30. Juli 1947 in Sydney, New South Wales, Australien) war ein australischer Politiker und der 6. Premierminister Australiens. Seine Amtszeit dauerte vom 24. Juni 1913 bis zum 17. September 1914.

## Leben

### Erste Jahre

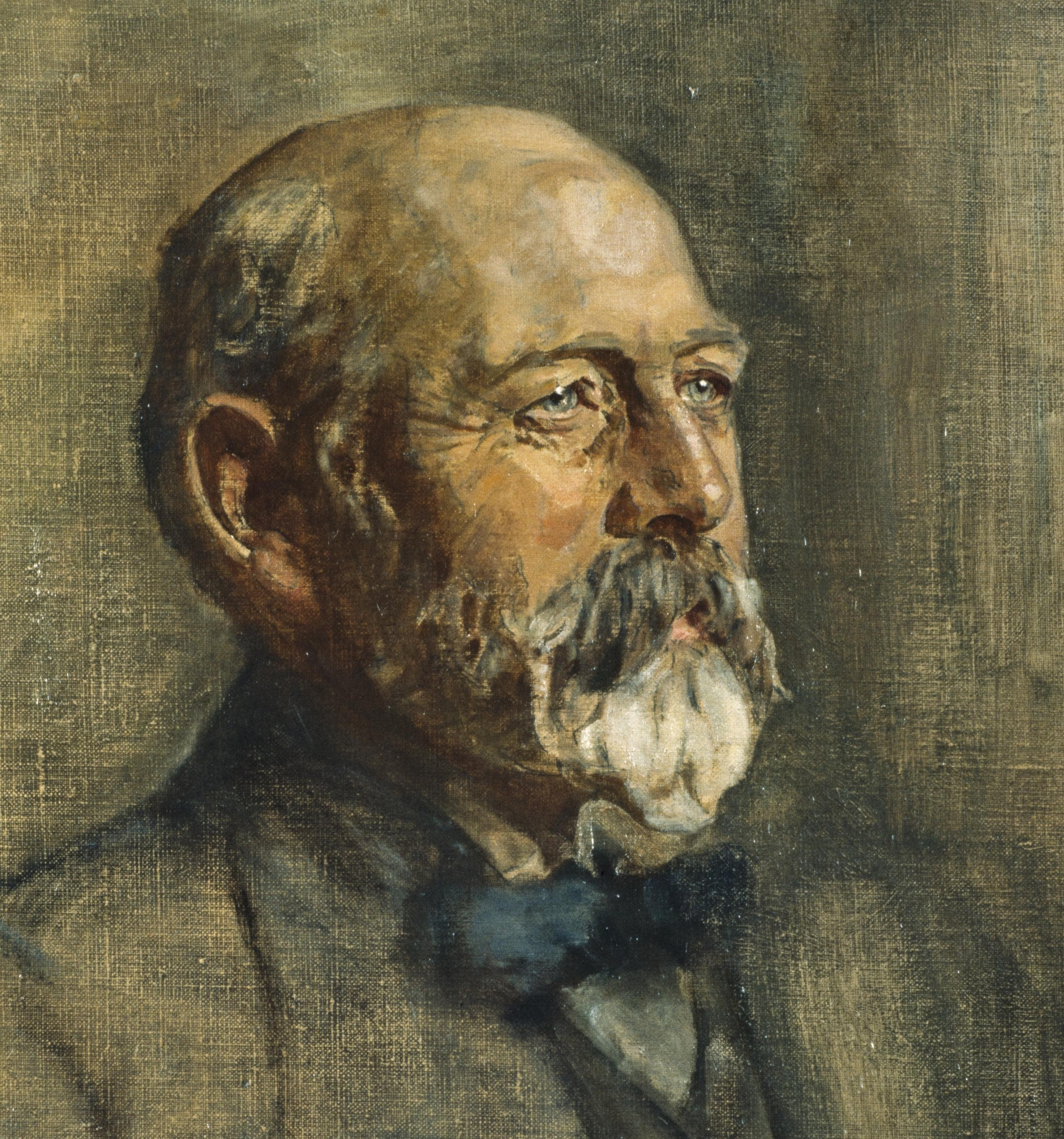
Sir Joseph Cook um 1920. Porträtstudie von James Guthrie für Statesmen of World War I.

Cook wurde in Silverdale, Staffordshire, einer kleinen Minenstadt nahe Newcastle-under-Lyme im Vereinigten Königreich geboren. Er besaß keine reguläre schulische Bildung, da er ab dem Alter von neun Jahren in den Kohleminen arbeiten musste. Im Jahr 1885 heiratete er Mary Turner und verließ kurz darauf das Land in Richtung New South Wales.
Im australischen Lithgow ließ er sich mit seiner Frau nieder und arbeitete in den Kohleminen dort, woraufhin er im Jahr 1887 Generalsekretär der Western Miners Association wurde. Er nahm 1888 an den Demonstrationen gegen die zunehmende Einwanderung von chinesischen Arbeitern teil.  Ebenfalls war er in der Single Tax League aktiv sowie ein Gründungsmitglied der Australian Labor Party (ALP) im Jahr 1891, die aus einer Arbeiterbewegung hervorging.

### Politische Laufbahn
Cook wurde 1891 für die Australian Labor Party, unmittelbar nach deren Gründung, in das Parlament von New South Wales gewählt, wo er die Kohleregion um Hartley vertrat. Dies war der erste Parlamentssitz, den die Australian Labor Party in ihrer Geschichte überhaupt erreichte. Im Jahr 1894 gehörte er zu der Gruppe, welche sich gegen das Vorhaben der Parteispitze wehrte sich, durch Selbstverpflichtung ein imperatives Mandat zu akzeptieren, woraufhin er die Partei nach nur drei Jahren wieder verließ. Er schloss sich nun der Free Trade Party (FT) an, die vom späteren Premierminister George Reid geleitet wurde.

### Parlament
Als das Commonwealth of Australia 1901 gegründet wurde, wurde Cook im Wahlbezirk Parramatta gewählt, welcher auch das Gebiet um Lithgow umfasste.  Er wurde Reids Stellvertreter, während dessen Amtszeit als Premierminister 1904–05, ohne jedoch ein Ressort zu erhalten, hauptsächlich, da Reid unabhängigen Mitgliedern der Protektionistischen Partei Posten anbieten musste. Als Reid 1908 von der Parteiführung zurücktrat, stimmte Cook der Zusammenlegung der Free Trade Party mit Alfred Deakin's Protektionisten zu und wurde stellvertretender Vorsitzender der Commonwealth Liberal Party.
Während Deakin's Regierungszeit, 1909–1910, diente Cook als Verteidigungsminister und ersetzte eben Deakin als Führer der Liberalen nach der Wahlniederlage 1910.

### Premierminister
Während der Wahlen 1913 konnte er eine hauchdünne Mehrheit von einem Sitz im Repräsentantenhaus erreichen, während Labor eine Mehrheit im Senat gewann. So wurde Cook zum sechsten Premierminister Australiens. Da er jedoch seine Regierungsgeschäfte nicht ohne die Kontrolle des Senats ausführen konnte, nutzte Cook den Abschnitt 57 der Verfassung von Australien, wonach der Generalgouverneur bei der wiederholten Zurückweisung von Gesetzesvorhaben durch den Senat beide Kammern auflösen kann.
Während des Wahlkampfs für die Wahlen 1914 brach der Erste Weltkrieg aus und seinem politischen Gegner von der Labor Party gelang es, die Wähler dadurch zu überzeugen, dass seine Partei die Schaffung unabhängiger australischer Streitkräfte stets befürwortet habe, während die Konservativen dagegen gestimmt hätten. Aufgrund der allgemeinen Verunsicherung gewann somit die Partei Fishers.

## Nationalist Party

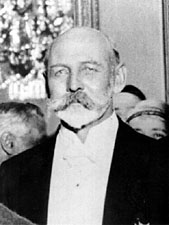
Sir Joseph Cook

Im Jahr 1916 scheiterte die Labor-Regierung, nachdem Fishers Nachfolger, Billy Hughes, versucht hatte, die allgemeine Wehrpflicht in Australien einzuführen. Cook wurde Hughes's Stellvertreter in der neuen Nationalist Party of Australia und gleichzeitig  Marineminister in Hughes's Regierung. Die Nationalisten hatten 1917 und 1919 bei den Wahlen großen Erfolg. Für Australien nahm Cook an der Pariser Friedenskonferenz 1919 teil. Dort verteidigte er die australische Politik, nur weiße Einwanderer ins Land zu lassen, und bemühte sich um die Annexion von Deutsch-Neuguinea, welches später unter japanisches und australisches Mandat gestellt wurde. In der Legislaturperiode 1920/21 war er Finanzminister.
Cook trat 1921 zurück und wurde Hochkommissar seines Landes in London, wo er bis 1927 in dieser Position diente. Von 1928 bis 1929 leitete er einen parlamentarischen Untersuchungsausschuss (Royal Commission) in der Provinz South Australia. Im Alter von 86 Jahren starb er 1947 in Sydney.

## Auszeichnungen
Am 16. Juli 1914 wurde Cook in den Privy Council berufen. Auch wurde er 1918 als Knight Grand Cross des Order of St Michael and St George (GCMG) in den Ritterstand erhoben. Der australische Polarforscher Douglas Mawson benannte ihm zu Ehren das Cook-Schelfeis.